# Oberea longissima
Oberea longissima är en skalbaggsart som beskrevs av Aurivillius 1907. Oberea longissima ingår i släktet Oberea och familjen långhorningar. Inga underarter finns listade i Catalogue of Life.